# Hygrotus compar
Hygrotus compar är en skalbaggsart som först beskrevs av Henry Clinton Fall 1919.  Hygrotus compar ingår i släktet Hygrotus och familjen dykare. Inga underarter finns listade i Catalogue of Life.